# 杰索尔市
杰索尔市（英语：Jessore 孟加拉語：）是孟加拉国西南部的一个城市，是庫爾納專區傑索爾縣的首府，面积约为25.72平方公里。2011年人口普查时为201,796人，识字率为56.57%。该城市最大机场是杰索尔机场。